# Elias Hraoui
Elias Hraoui (en arabe : إلياس هراوي), né le 4 septembre 1925 à Zahlé et mort le 7 juillet 2006 à Beyrouth, est un président de la République libanaise, dont le mandat a duré de 1989 à 1998.

## Biographie
Natif de la vallée de la Bekaa, Hraoui est le premier président à ne pas être originaire du pays maronite du mont Liban. Il est élu le 24 novembre 1989, deux jours après l'assassinat de René Moawad, dont le mandat a duré à peine dix-sept jours. Alors que son mandat aurait dû expirer en 1995, l'Assemblée nationale amenda la Constitution pour le maintenir en poste pendant trois ans supplémentaires.
Hraoui est né à Hawch Al-Umara, près de Zahlé, dans une famille maronite de propriétaires terriens. Il a étudié à l'université Saint-Joseph à Beyrouth, d'où il sort diplômé en droit. Homme d'affaires ayant réussi, il se lance dans l'export de légumes, faisant affaire avec de grandes compagnies suisses. Il dirige également la coopérative de betteraves à sucre de la plaine de la Bekaa. Quand ses affaires d'export sont détruites par la guerre civile qui fait rage de 1975 à 1990, il se reconvertit dans l'importation de pétrole.
Enfant d'une importante famille politique, Hraoui suit ses frères Georges et Joseph en se faisant élire à l'Assemblée nationale libanaise en 1972. De 1980 à 1982, il travaille au ministère chargé des travaux publics sous la présidence d'Elias Sarkis et du Premier ministre Chafic Wazzan. Il concentre alors ses efforts sur la construction de ponts et d'autoroutes pour relier les différentes parties du pays.
Comme président, Hraoui signe des amendements à la Constitution, formalisant ainsi les réformes prévues par l’accord de Taëf, donnant à la communauté musulmane une place plus influente au Liban et plus de pouvoirs. Le 13 octobre 1990, avec le soutien de l'armée syrienne, il force le général Michel Aoun, chef d'une administration rivale, à se rendre afin de commencer la reconstruction du pays. Le 22 mai 1991 il signe le traité de fraternité, de coopération et de coordination avec la Syrie, dans lequel le Liban promettait de ne pas autoriser l'utilisation de son territoire contre les intérêts syriens.
Les Libanais sont divisés dans leurs opinions sur Hraoui. Beaucoup ont apprécié son action pour mettre fin à l'action des milices féodales et pour mettre fin à la guerre civile qui a ravagé le pays pendant quinze ans. Il respecta toujours ses profondes conviction selon lesquelles la loyauté nationale passait au-dessus des intérêts sectaires, et pour la coexistence pacifique au-delà des clivages religieux des factions libanaises. Certains ont essayé de lui faire obtenir le prix Nobel de la paix. D'autres au contraire, ont souligné la contradiction qu'il ait désarmé les milices chrétiennes et la plupart des milices musulmanes, mais pas le Hezbollah, résistance islamique (qui a aidé à faire sortir les Israéliens du Sud-Liban). Les mêmes critiques ont souligné qu'il a défendu les intérêts de la Syrie et ont accusé le traité de coopération d'entériner la colonisation du Liban par la Syrie. Il a aussi été critiqué pour avoir fait amender la Constitution pour prolonger son mandat de trois ans ; l'ancien président Amine Gemayel dit, à ce moment-là, qu'une telle décision (qu'il a reproché d'avoir été prise « à la va-vite ») affaiblissait encore la fragile Constitution en créant un précédent que son successeur, Émile Lahoud, suivra (à la demande de la Syrie) en 2004, prolongeant lui aussi son mandat de trois ans.
Hraoui a épousé en secondes noces Mona Jammal dont il a eu deux fils et deux filles. Son fils Georges est né d'un premier mariage.
Il est décédé d'un cancer en 2006 à l'hôpital américain de Beyrouth.